# Pandinus imperator
Espèce
Synonymes
- Buthus imperator C. L. Koch, 1841
- Heterometrus roeseli Simon, 1872
- Pandinus africanus Thorell, 1876
- Scorpio simoni Becker, 1880
- Pandinus camerounensis Lourenço, 2014

Pandinus imperator, le Scorpion empereur est une espèce de scorpions de la famille des Scorpionidae.

## Distribution
Cette espèce se rencontre en Sierra Leone, au Liberia, en Guinée, dans le Sud du Mali, au Burkina Faso, en Côte d'Ivoire, au Ghana, au Togo, au Bénin, au Nigeria et dans le Nord du Cameroun.

## Habitat
Cette espèce habite les régions forestières, elle est terricole.

## Description

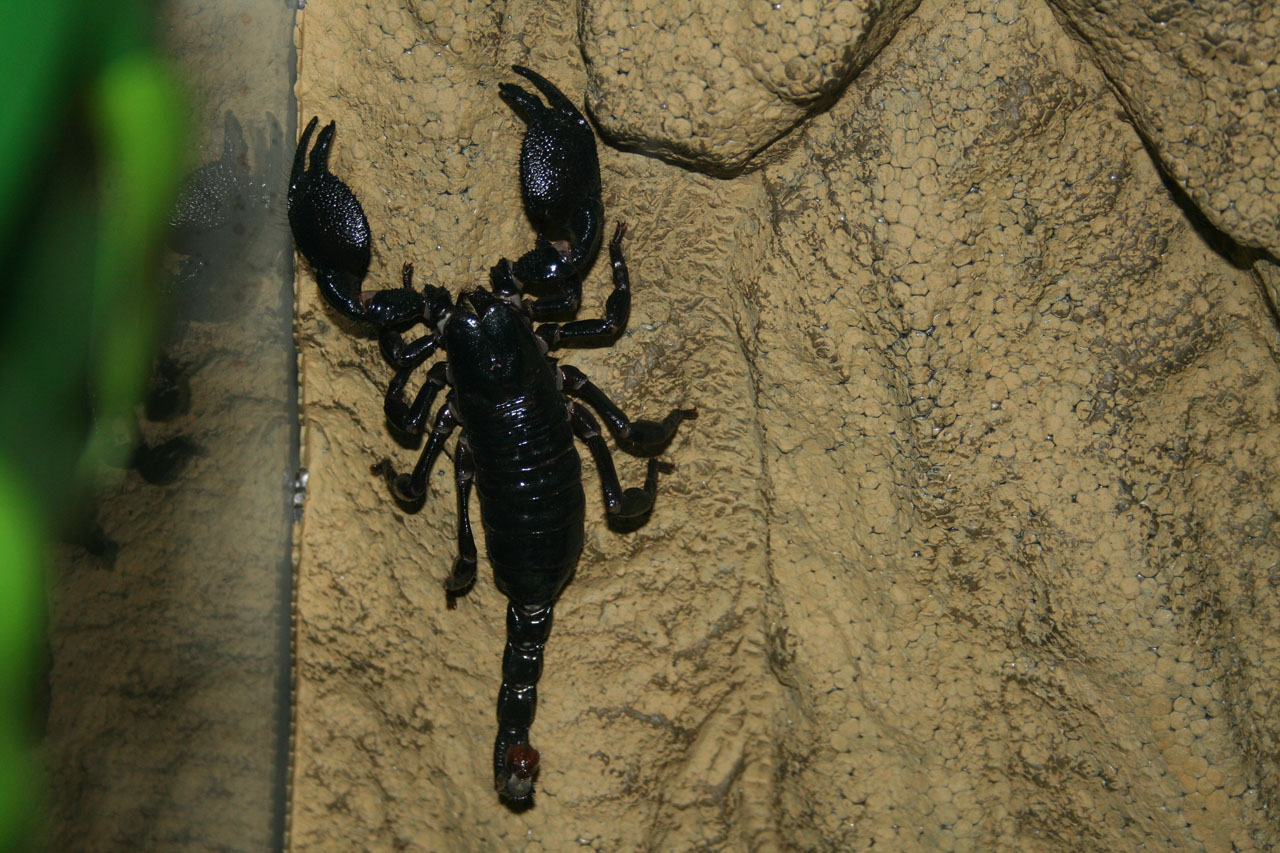
Pandinus imperator, élevé en captivité.

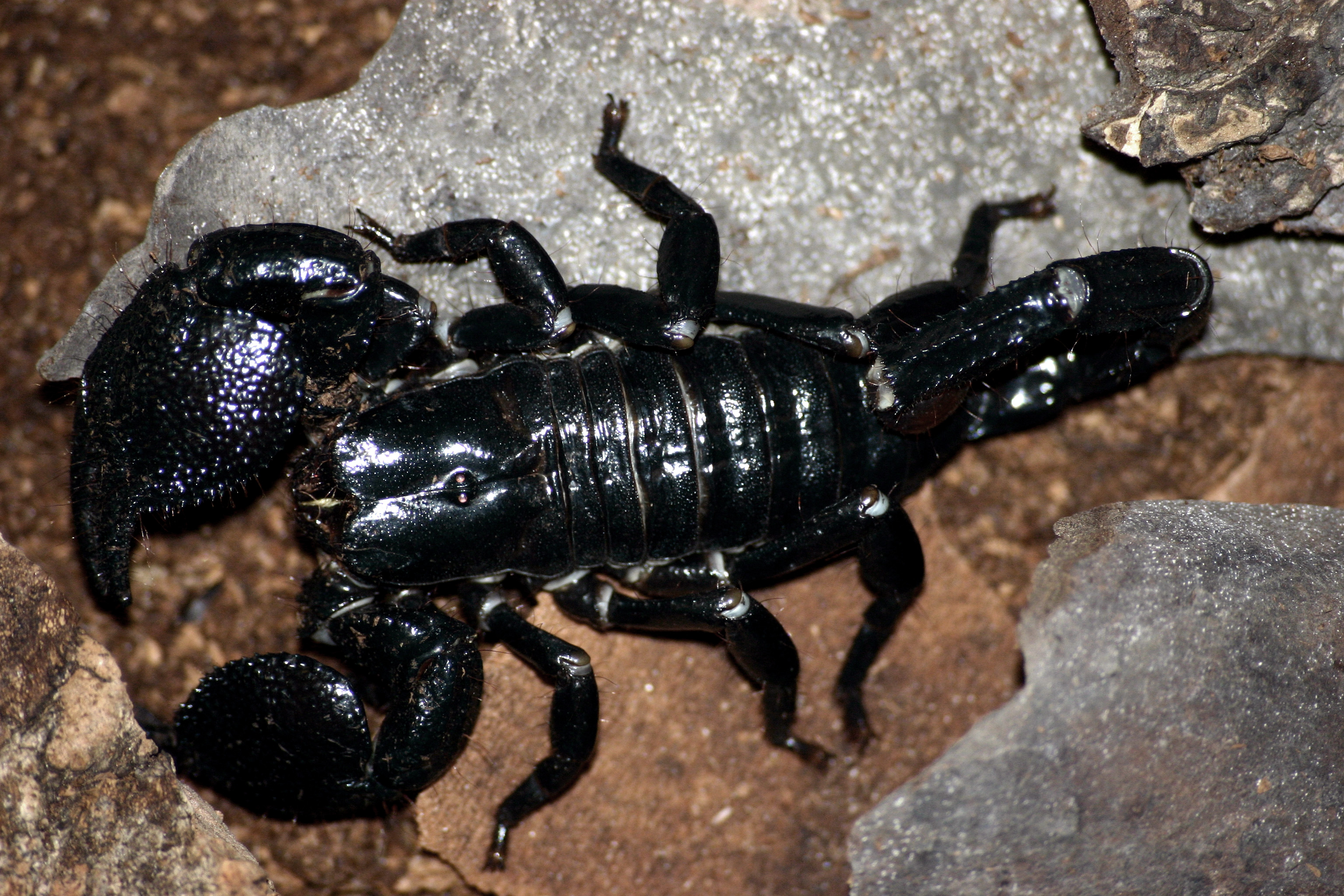
Pandinus imperator

Pandinus imperator mesure de 120 à 220 mm.
Il est de couleur noire avec des reflets verdâtres.
Ses pinces sont larges mais surtout puissantes, elles sont de teinte brunâtre et granuleuses. 
Les peignes du mâle sont nettement plus longs et leurs dents également. Cependant le nombre de dents des peignes ne peut être un critère rigoureux de sexage.

## Venin
La piqûre de Pandinus imperator peut s’avérer très douloureuse mais aucun décès n'a été signalé.

## Reproduction
Le nombre de pullus varie de 10 à 40. Sitôt mis au monde, les petits pullus montent sur le dos de leur mère. Ils n’en redescendront qu’après avoir effectué leur première mue. Pendant tout ce temps, leur mère les aura nourris par simple échange cuticulaire.

## Systématique et taxinomie
Cette espèce a été décrite sous le protonyme Buthus imperator par C. L. Koch en 1841. Elle est placée dans le genre Pandinus par Thorell en 1876.

## En captivité
On rencontre cette espèce en terrariophilie. Elle est généralement appréciée pour son maintien facile et son caractère assez calme.
C'est une espèce protégée par la Convention de Washington et la décision no 338/97 du conseil de l'Europe. Tout achat ou don doit être assorti d’une facture ou d’un certificat de cession, l'importation nécessite un numéro CITES.

## Publication originale
- C. L. Koch, 1841 : Die Arachniden. Nürnberg, vol. 9, p. 1-41 (texte intégral).